# Матяш Янош
Матяш Янош (угор. Mathiász Jánosné muskotály) — угорський столовий сорт винограду.
Виведений в Угорщині, селекціонером Матяшем Яношем. Схрещуванням сортів: Шасла фіолетова і Мускат Оттонель. В Україні сорт відомий за назвами: Матяш, Мускат Матяш, Матіас, Мускат Йоганн Матіас. На невеликих площах зустрічається на Закарпатті, Буковині, на півдні Вінниччини та у Південних областях України. Найбільші площі під цим сортом, зайняті звісно в Угорщині. Вирощується також і у Молодові та Румунії.

## Використання
Використовується як столовий сорт, і значною мірою відповідає вимогам, які ставляться перед сортами, які споживаються у свіжому вигляді.

## Ягода
Міцна, хрумка має сильный мускатний аромат низьку кислотність, характерну для винограду цього сорту. Має найнижчу кислотніть серед усіх культивованих сортів на території України — 2,5-6 г / л, що навіть при невеликій кількості цукрів (15-16 %) створює відчуття солодкості. Прийнятно збирати винград і при 19-20 % цукрів и 4-5 г / л кислоти. Гроно має здатність довгий час зберігатись на кущах, без пршкоджень. Знімальна стиглість у межах Одещини, та півдні Вінницької області, настає у кінці вересня.
Матяш Янош — перспективний сорт, заслуговує на широке використання, особливо в приміських зонах. Має низьку зимостійкість, тому кущі на зиму рекомендується накривати на період холодів.